# Diócesis de Baton Rouge
La diócesis de Baton Rouge (en latín: Dioecesis Rubribaculensis y en inglés: Roman Catholic Diocese of Baton Rouge) es una circunscripción eclesiástica de la Iglesia católica en Estados Unidos. Se trata de una diócesis latina, sufragánea de la arquidiócesis de Nueva Orleans. Desde el 26 de junio de 2018 su obispo es Michael Gerard Duca.

## Territorio y organización
La diócesis tiene 23 330 km² y extiende su jurisdicción sobre los fieles católicos de rito latino residentes en 12 parroquias civiles del estado de Luisiana: Ascension, Assumption, East Baton Rouge, East Feliciana, Iberville, Livingston, Pointe Coupee, St. Helena, St. James, Tangipahoa, West Baton Rouge y West Feliciana.
La sede de la diócesis se encuentra en la ciudad de Baton Rouge, en donde se halla la Catedral de San José.
En 2020 en la diócesis existían 64 parroquias agrupadas en 6 decanatos.

## Historia
La diócesis fue erigida el 22 de julio de 1961 con la bula Peramplum Novae Aureliae del papa Juan XXIII, obteniendo el territorio de la archidiócesis de Nueva Orleans.

## Estadísticas
Según el Anuario Pontificio 2021 la diócesis tenía a fines de 2020 un total de 227 280 fieles bautizados.
| Año                                                                             | Población            | Población | Población      | Sacerdotes | Sacerdotes    | Sacerdotes    | Bautizados por sacerdote | Diáconos permanentes | Religiosos | Religiosos | Parroquias |
| Año                                                                             | Bautizados católicos | Total     | % de católicos | Total      | Clero secular | Clero regular | Bautizados por sacerdote | Diáconos permanentes | Varones    | Mujeres    | Parroquias |
| ------------------------------------------------------------------------------- | -------------------- | --------- | -------------- | ---------- | ------------- | ------------- | ------------------------ | -------------------- | ---------- | ---------- | ---------- |
| 1966                                                                            | 172 810              | 491 434   | 35.2           | 146        | 80            | 66            | 1183                     |                      | 82         | 295        | 64         |
| 1970                                                                            | 190 000              | 571 000   | 33.3           | 149        | 81            | 68            | 1275                     |                      | 93         | 294        | 66         |
| 1976                                                                            | 163 410              | 612 798   | 26.7           | 161        | 90            | 71            | 1014                     |                      | 91         | 212        | 68         |
| 1980                                                                            | 175 000              | 645 000   | 27.1           | 159        | 87            | 72            | 1100                     | 2                    | 84         | 125        | 70         |
| 1990                                                                            | 214 736              | 774 431   | 27.7           | 137        | 84            | 53            | 1567                     | 25                   | 66         | 132        | 72         |
| 1999                                                                            | 207 511              | 809 065   | 25.6           | 126        | 88            | 38            | 1646                     | 25                   | 13         | 109        | 70         |
| 2000                                                                            | 217 199              | 809 998   | 26.8           | 141        | 98            | 43            | 1540                     | 25                   | 13         | 118        | 70         |
| 2001                                                                            | 218 269              | 831 478   | 26.3           | 127        | 85            | 42            | 1718                     | 25                   | 54         | 112        | 70         |
| 2002                                                                            | 218 588              | 853 165   | 25.6           | 127        | 84            | 43            | 1721                     | 26                   | 58         | 111        | 69         |
| 2003                                                                            | 219 323              | 856 734   | 25.6           | 121        | 77            | 44            | 1812                     | 40                   | 56         | 103        | 69         |
| 2004                                                                            | 219 310              | 863 976   | 25.4           | 111        | 74            | 37            | 1975                     | 40                   | 47         | 103        | 68         |
| 2006                                                                            | 218 846              | 878 269   | 24.9           | 112        | 74            | 38            | 1953                     | 39                   | 47         | 117        | 66         |
| 2012                                                                            | 235 000              | 950 000   | 24.7           | 125        | 90            | 35            | 1880                     | 66                   | 50         | 95         | 68         |
| 2015                                                                            | 235 647              | 992 000   | 23.8           | 100        | 71            | 29            | 2356                     | 74                   | 49         | 75         | 67         |
| 2018                                                                            | 227 052              | 1 010 137 | 22.5           | 103        | 76            | 27            | 2204                     | 82                   | 47         | 74         | 64         |
| 2020                                                                            | 227 280              | 1 008 970 | 22.5           | 109        | 76            | 33            | 2085                     | 70                   | 51         | 80         | 64         |
| Fuente: Catholic-Hierarchy, que a su vez toma los datos del Anuario Pontificio. |                      |           |                |            |               |               |                          |                      |            |            |            |

## Episcopologio
- Robert Emmet Tracy † (10 de agosto de 1961-21 de marzo de 1974 renunció)
- Joseph Vincent Sullivan † (8 de agosto de 1974-4 de septiembre de 1982 falleció)
- Stanley Joseph Ott † (13 de enero de 1983-28 de noviembre 1992 falleció)
- Alfred Clifton Hughes (7 de septiembre de 1993-16 de febrero de 2001 nombrado arzobispo coadjutor de Nueva Orleans)
- Robert William Muench (15 de diciembre de 2001-26 de junio de 2018 retirado)
- Michael Gerard Duca, desde el 26 de junio de 2018